# اولشووتس
اولشووتس (به چکی: Olšovec) یک منطقهٔ مسکونی در جمهوری چک است که در ناحیه پرروف واقع شده‌است. اولشووتس ۸٫۳ کیلومتر مربع مساحت و ۴۶۳ نفر جمعیت دارد و ۳۰۵ متر بالاتر از سطح دریا واقع شده‌است.